# Wu Qianlong
Wu Qianlong (chinesisch 吳 錢龍 / 吴 钱龙, Pinyin Wú Qiánlóng; * 30. Januar 1990) ist ein chinesischer Geher.
Bei den Leichtathletik-Weltmeisterschaften 2015 in Peking kam er im 50-km-Gehen auf den 14. Platz.

## Persönliche Bestzeiten
- 20-km-Gehen: 1:23:05 h, 1. März 2013, Taicang
- 50-km-Gehen: 3:47:35 h, 21. März 2015, Peking